# Una navidad en verano
Una navidad en verano es una película de comedia musical navideña peruana de 2017 producida por Rayo en la Botella, con la dirección del productor televisivo peruano Ricardo Morán y escrita por Gonzalo Rodríguez Risco. Está protagonizada por  Maricarmen Marín, Marco Zunino y Armando Machuca, contando con las actuaciones infantiles como Ray del Castillo.

## Sinopsis
La historia está centrada en las vísperas de las fiestas navideñas, en una casa en común vivía Daniela (Maricarmen Marín), una mujer carismática y luchadora a cargo de cuatro niños huérfanos que no eran sus hijos, quién compartía al lado de Alberto (Marco Zunino) y Armando (Armando Machuca) acompañándolos.[cita requerida] Daniela, Alberto, Armando y los niños se estaban preparando para la celebración especial con los regalos hasta armando el árbol navideño.[cita requerida] A pocos días de la Navidad, un acontecimiento inesperado hará comprender a todos que lo más importante es estar juntos y pasarla bien en familia.

## Elenco
Los actores que participan en esta película son:

### Reparto central
- Maricarmen Marín como Daniela.[10]
- Marco Zunino como Alberto.
- Armando Machuca como Armando.
- Carlos Carlín como Bandido (voz de doblaje).[11]

### Reparto estelar
- Katia Palma[12]
- Ray del Castillo
- Kareem Pizarro
- Aitana Osorio
- Raúl Huamán

## Producción

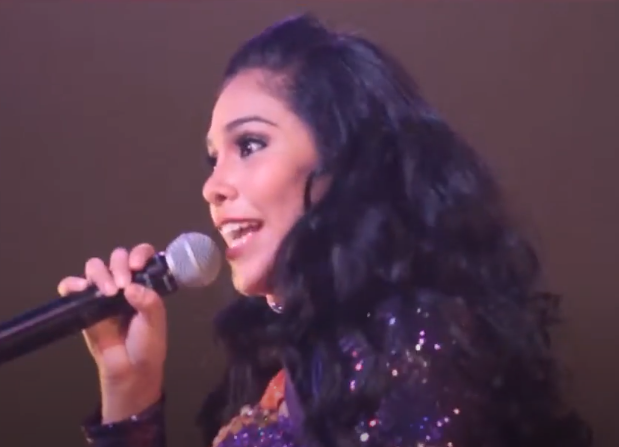
Maricarmen Marín, protagonista de la cinta, quién interpreta a Daniela, una niñera que queda a cargo de 4 niños en una casa a vísperas de Navidad.

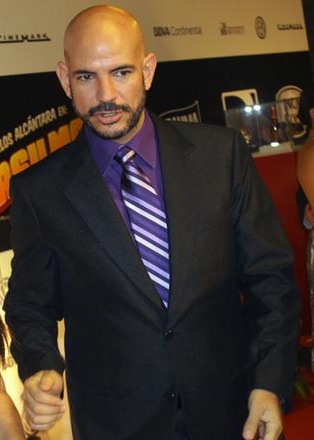
Ricardo Morán, director de la película y fundador de su propia productora Rayo en la Botella.

El rodaje de Una navidad en verano comenzó el 5 de junio de 2017 y finalizó el 9 de julio del mismo año tras un mes de grabaciones. Esta película marcaría el debut del productor televisivo peruano  Ricardo Morán como director de cine y una de las últimas participaciones del actor de teatro musical peruano-puertorriqueño Marco Zunino en el Perú, antes de radicar a México para continuar su carrera artística.[cita requerida] Contó con Bandido, un perro de raza bulldog, en el elenco, mientras que la voz de doblaje del animal quedó a cargo del actor y comediante Carlos Carlín.

## Recepción
La película lanzó su primer avance en agosto de 2017 con la participación del elenco completo, entre ellos algunos integrantes del reality show peruano Yo soy.
Una navidad en verano se estrenó de manera oficial el 30 de noviembre de ese año en los cines peruanos con una versión con subtítulos y lenguaje de señas para personas con limitaciones auditivas. Gracias al éxito de la taquilla, la cinta navideña fue vista por 9 países de Latinoamérica, en especial Ecuador, Costa Rica, Bolivia y Panamá.